# Lettera da una sconosciuta
Lettera da una sconosciuta (Letter from an Unknown Woman) è un film melò del 1948, diretto da Max Ophüls e tratto dal racconto Lettera di una sconosciuta (Brief einer Unbekannten) di Stefan Zweig.
Nel 1992 è stato scelto per la conservazione nel National Film Registry della Biblioteca del Congresso degli Stati Uniti.

## Trama

Joan Fontaine in una scena

Nel primo Novecento, a Vienna, il pianista Stefan Brand torna a casa abbastanza brillo. Fa ancora notte, ma mancano poche ore al suo appuntamento per un duello alla pistola con un ottimo tiratore: una sfida che in realtà egli ha intenzione di evitare lasciando la città. Prima di partire, Stefan legge nel suo appartamento una lettera ricevuta quella sera che gli consegna il suo domestico e che inizia con le seguenti parole: «Quando leggerai questa lettera forse sarò morta».
L'autrice della lettera è una donna, Lisa, che non si firma; nella missiva ella rievoca il tempo della sua adolescenza, quando viveva in un caseggiato viennese, e precisamente dal momento in cui vi traslocò il giovane pianista.
Affascinata dal nuovo inquilino, il pianista Stefan, un giovane bello e di indubbio talento, che gode già di un certo successo, la ragazza resta spesso sveglia fino a tardi per ascoltarlo suonare, ammirandolo e infatuandosi di lui, senza avvicinarlo mai. Il tempo passa, ma Stefan non si accorge di lei, le passa accanto senza neanche notarla. A sua insaputa, Stefan diventa il centro dei pensieri di Lisa. L'unico che si rende conto della timida fanciulla è John, il domestico muto di Stefan.
Un giorno, la madre di Lisa, una vedova, annuncia che sta per sposarsi di nuovo con un uomo borghese, Kerstner, che gestisce una sartoria militare a Linz e che, pertanto, entrambe dovranno trasferirsi in quella città. La figlia si oppone recisamente, angosciata all'idea di allontanarsi da Stefan, ma poi cede. Giunta alla stazione, però, fugge e torna al caseggiato. Il portiere la fa entrare e lei sale a bussare alla porta di Stefan. Ma questi non è in casa. La ragazza rimane così sulle scale ad aspettarlo. All'alba egli rientra in compagnia di una donna, e lei ne rimane sconvolta: va via e raggiunge la madre e il patrigno a Linz.
In pochi anni, la giovane diventa una signorina bella e beneducata: riceve una proposta di matrimonio da parte di Leopold von Kaltnegger, un ufficiale dell'esercito che lei però respinge, dicendosi innamorata di un altro uomo.
Passano alcuni anni. Lasciata la casa dei genitori, la giovane è tornata a Vienna, dove si guadagna da vivere lavorando come indossatrice in una sartoria. A differenza delle colleghe, respinge i corteggiatori. Ogni sera torna al vecchio caseggiato e resta ore sotto la finestra di Stefan, ormai famoso concertista, sperando che lui si accorga di lei. Finalmente, una sera lui la nota e, pur non ricordando di averla già incontrata, si sente attratto da lei. I due trascorrono insieme una serata deliziosamente romantica. Infine, lui la porta nel suo appartamento dove John è il testimone muto di questa nuova conquista del suo padrone.
Sebbene lei non gli abbia detto quasi nulla di se stessa, Stefan riesce a scoprire dove lavora e va a trovarla nella sartoria per informarla che sta per partire per Milano dove darà un concerto al Teatro alla Scala. Le dà appuntamento quel pomeriggio alla stazione e, qui, le promette di tornare dopo due settimane. Ma Stefan non tornerà. In attesa di un bambino, l'orgoglio impone alla donna innamorata di non cercarlo perché non vuole chiedergli nulla.
Quando viene ricoverata per il parto, una suora cerca di convincerla a rivelare il nome del padre del bambino, ma lei si rifiuta di farlo. Dà al bimbo il nome Stefan e, per alcuni anni, lo mantiene con le sue sole forze, a costo di qualunque sacrificio.
Passano dieci anni. La donna ha sposato un aristocratico di mezza età di nome Johann Stauffer, cui ha raccontato tutto e che mantiene nel lusso lei e suo figlio; il maestro di musica del bambino dice che questi ha un innato talento musicale. Una sera, a teatro, lei scorge Stefan, che non è più il pianista ammirato di un tempo e che suona ormai raramente. Sentendosi a disagio, lei lascia il teatro, ma mentre aspetta la carrozza incontra Stefan, il quale ancora una volta non la riconosce, ma si sente attratto da lei e la corteggia.
Lei lo lascia e sale sulla carrozza dove trova ad attenderla il marito. Questi la prega di non lasciarsi nuovamente travolgere dalla passione per Stefan, perché questo distruggerebbe il loro matrimonio e farebbe anche soffrire suo figlio. Ma lei non può liberarsi da questa ossessione amorosa. Pur di stare con Stefan, rimette sul treno il figlio che era tornato a casa per una vacanza e lo rimanda in collegio, promettendogli di raggiungerlo dopo due settimane. Su quel treno ha precedentemente viaggiato un uomo malato di tifo e, così, madre e figlio rimangono infettati.
Raggiunto Stefan nel suo appartamento, sebbene questi si mostri lieto di vederla, lei si rende finalmente conto del carattere fatuo dell'uomo e fugge via. Cammina a lungo per le strade, senza meta, e quando finalmente torna in sé decide di raggiungere suo figlio. Ma è troppo tardi. Il bambino è ricoverato in ospedale e muore di tifo. Anche lei si ammala. Prima di morire scrive a Stefan la lettera che lui adesso ha tra le mani e che gli è stata inviata dalle suore dell'ospedale dopo la morte della donna.
Stefan, finalmente, si rende conto di quell'amore silenzioso che l'ha seguito tutta la vita. Ma non sa neppure il nome dell'autrice di quella lettera. Si rivolge allora a John, il suo domestico, chiedendogli se ricorda quel nome. John, che è muto, prende un foglio di carta e vi scrive "Lisa".
L'uomo che ha sfidato a duello Stefan è il marito di Lisa. Ora Stefan sa di non potere fuggire questo impegno, e si reca all'appuntamento col proprio destino.

## Produzione
Il film fu prodotto dalla Rampart Productions (con il nome A Rampart Production).

## Distribuzione
Distribuito dall'Universal Pictures, il film venne presentato in prima a New York il 28 aprile 1948.